# 王為 (演員)
王為（1987年4月7日—），男，台灣演員。參與多部電視劇、電影、舞台劇、廣告拍攝。

## 生平
王為自20歲踏入舞台劇場開始表演工作，舞台表演經驗豐富，2012年正式出道，跨足電影、電視、廣告。

## 作品

### 電視劇
| 年份   | 電視台                 | 劇名                         | 角色          |
| ------ | ---------------------- | ---------------------------- | ------------- |
| 2015年 | 台視                   | 天若有情                     | 刑警 王傳義   |
| 2015年 | 民視                   | 星座愛情魔羯女               | 酒吧老闆      |
| 2015年 | 大愛電視台             | 家有滿子                     |               |
| 2016年 | TVBS歡樂台             | 遺憾拼圖                     | HTC總經理     |
| 2017年 | 大愛電視台             | 奔跑吧！阿飛                 | 龔金柱        |
| 2018年 | 大愛電視台             | 有你陪伴                     | 劉德富        |
| 2018年 | TVBS歡樂台             | 女兵日記                     | 輔導長 朱玉輝 |
| 2019年 | 華視                   | 守著陽光守著你               | 劉守正        |
| 2019年 | LINE TV、八大綜合台    | 靈異街11號                   | 彭明          |
| 2020年 | MyVideo                | 76号恐怖書店ㄧ單元《計程車》 | 阿樹          |
| 2020年 | 台視                   | 生生世世                     | 黃一元        |
| 2020年 | 大愛電視台             | 迎風而立                     | 李世          |
| 2021年 | 公視、myVideo、Netflix | 火神的眼淚                   | 白科長        |
| 2021年 | 台視、三立都會台       | 一個屋簷下                   | 劉亦揚        |
| 2021年 | 台視、myVideo          | 2049－完美預測               | 傅海          |
| 2021年 | 公視台語台、民視       | 孟婆客棧                     | 任秋明        |
| 2023年 | 大愛電視台             | 早點回家                     | 蘇炳憲        |
| 2023年 | 大愛電視台             | 搜尋者                       | 鄧雲清        |
| 2024年 | 大愛電視台             | 你好，我是誰2                | 陳光宗        |

### 電視迷你劇集
| 年份   | 電視台     | 劇名       | 角色   |
| ------ | ---------- | ---------- | ------ |
| 2015年 | 大愛電視台 | 党良家之味 | 吳睿麒 |
| 2017年 | 民視       | 機密訊號   | 檢察官 |

### 電視電影
| 年份   | 電視台     | 劇名       | 角色                 |
| ------ | ---------- | ---------- | -------------------- |
| 2013年 | 緯來電影台 | 我叫侯美麗 | 侯英俊               |
| 2014年 | 緯來電影台 | 超級夥伴   | 張世蔚，秋本明的老公 |
| 2020年 | 緯來電影台 | 男盜女很賊 | 曾世邦               |
| 2023年 | 緯來電影台 | 開心鬼     |                      |

### 電影
| 年份   | 劇名           | 角色     |
| ------ | -------------- | -------- |
| 2013年 | 百米炸彈客     | 分局警察 |
| 2013年 | 我的情敵是超人 | 居爾手下 |
| 2013年 | 百味人生       | 家俊店長 |
| 2014年 | 活路           | Peter    |
| 2014年 | 風中家族       | 艦長     |
| 2014年 | 只要我長大     | 學校老師 |
| 2015年 | 人生按個讚     | 小狼狗   |
| 2016年 | 銷售奇姬       | Peter    |
| 2016年 | 大釣哥         | 刑警     |
| 2017年 | 3904英呎       | 呂明尚   |

### 綜藝節目
- 2020年 全民星攻略

### 廣告
- 2012年 口腔癌防治
- 2013年 三槍牌宜而爽分級保暖衣
- 2013年 觀光局<台灣真好行>
- 2013年 櫻花形象廣告微電影
- 2014年 手遊廣告<為了部落>
- 2014年 療黴舒專治股癬
- 2014年 原淬滴雞精
- 2015年 友邦人壽
- 2016年 台北設計之都
- 2017年 春節大樂透
- 2018年 中國信託紙風車認同卡
- 2018年 春節大樂透加碼
- 2018年 人頭馬1738
- 2019年 阿瘦皮鞋踢踏舞
- 2020年 威德in果凍「那對警探」
- 2020年 OMAR威士忌-為台灣舉杯篇
- 2021年 百靈刮鬍刀-最強老爸篇
- 2021年 中華汽車三菱-好速吸篇
- 2021年 Pchome心禮節
- 2021年 台北消防局宣傳片
- 2021年 支付寶
- 2021年 櫃買中心廣告
- 2021年 百靈刮鬍刀「最強老爸」
- 2021年 王品集團鍋物
- 2022年 Plus剪刀
- 2022年 易洗樂洗潔劑
- 2022年 遠傳電信
- 2023年 畢兒綠茶-交警篇

### 舞台劇
- 紙風車劇團<三國奇遇記-小小羊兒要回家><巫頂的天才老媽><巫頂的天才老爸><新月傳奇><拯救浮士德><紙風車魔法書><番薯森林奇遇記><順風耳的新香爐><武松打虎><白蛇傳><紙風車幻想曲><紙風車幻想曲2><319鄉村兒童藝術工程><368鄉鎮市區兒童藝術工程>
- 杯子劇團<大巨人的百寶箱><牙刷超人>
- 鞋子實驗劇團<木偶的三滴眼淚><巧虎-魔法馬戲團的秘密>
- 蘋果劇團<大力士><宇宙星球歷險記><小獅王><水晶球與聖鳥傳奇>
- 繪本<一片披薩一塊錢>
- 劇樂部劇團<莎妻俱樂部>
- 音樂時代<隔壁親家>[5]
- 2018年 綠光劇團《再會吧北投》
- 2019年 綠光劇團《再會吧北投 plus》
- 2019年 綠光劇團《人間條件二-她與她生命中的男人們》
- 2020年 綠光劇團《人間條件六-未來主人翁》[6]
- 2021年 綠光劇團《結婚！結昏?辦桌》
- 2022年 綠光劇團《人間條件七-我是一片雲》
- 2023年 《勸世三姊妹》

### 網路短劇
- 2017年其實就是醬固定短劇拍攝（男主角）[7]

### MV
| 年份   | 歌手       | 歌曲         |
| ------ | ---------- | ------------ |
| 2024年 | 滅火器樂團 | 《人生尾路》 |

## 獎項紀錄
| 年份   | 頒獎典禮        | 獎項                 | 劇名               | 結果 |
| ------ | --------------- | -------------------- | ------------------ | ---- |
| 2025年 | 第1屆臺北戲劇獎 | 最佳音樂劇類男演員獎 | 《親愛的彼得先生》 | 提名 |

## 外部連結
- 王為的Facebook專頁